# Shane Peacock
Shane Peacock (* 7. Juli 1973 in Edmonton, Alberta) ist ein kanadischer Eishockeyspieler mit deutscher Staatsangehörigkeit, der zuletzt bei den Nürnberg Ice Tigers in der Deutschen Eishockey Liga spielte.

## Karriere
Shane Peacock, der seit seinem vierten Lebensjahr Eishockey spielt, begann seine Profikarriere 1989 bei den Lethbridge Hurricanes in der kanadischen Nachwuchsliga WHL. Dort spielte der Rechtsschütze, dessen Spitzname aufgrund seiner indianischen Herkunft „The Chief“ lautet, fünf Jahre und avancierte zu einem der besten Offensiv-Verteidiger der Liga. Beim NHL Entry Draft 1991 wurde der Rechtsschütze an 60. Stelle von den Pittsburgh Penguins gezogen. Nach seinem Ausscheiden aus der Juniorenliga 1994 schloss sich Peacock den Kalamazoo Wings in der International Hockey League an. Nachdem der Abwehrspieler in drei Jahren in der Minor League keinen Vertrag bei einem NHL-Team bekommen hatte, entschied er sich zu einem Wechsel nach Europa.
Zur Saison 1997/98 wechselte Shane Peacock in die DEL zur Düsseldorfer EG, nach deren Rückzug aus der DEL 1998 er einen Vertrag bei den Kassel Huskies unterschrieb. Aufgrund seiner guten Leistungen in der folgenden Spielzeit wurden die neu gegründeten München Barons auf den Abwehrspieler aufmerksam und verpflichteten ihn zur Saison 1999/00. Bereits in der ersten Spielzeit wurde Peacock mit den Barons Deutscher Meister. Der Kanadier wurde dabei als bester Verteidiger der Liga ausgezeichnet, ein Jahr später erreichte er mit dem Team aus München erneut das Finale, dort unterlag man aber den Adler Mannheim. Peacock wurde nach herausragenden Leistungen, vor allem in den Play-offs zum DEL-All-Star gewählt. Nach einem weiteren Jahr in München entschied sich der Kanadier zu einem Wechsel zum damals amtierenden Deutschen Meister Kölner Haie. Zwar wurde er mit den Kölnern in der Saison 2002/03 Vizemeister, wechselte jedoch nach nur einem Jahr am Rhein zum Barons-Nachfolger Hamburg Freezers. Dort gehörte der Rechtsschütze drei Jahre lang zu den Leistungsträgern in der Verteidigung, ehe er zur Saison 2006/07 einen Einjahresvertrag bei den Frankfurt Lions unterzeichnete. In der Sommerpause 2006 erhielt Peacock die deutsche Staatsbürgerschaft. In der Saison 2007/08 unterzeichnete der Verteidiger einen Einjahresvertrag bei den Nürnberg Ice Tigers. Dort schaffte er am 4. Januar 2008 seinen 400. Scorerpunkt, was ihn neben Mirko Lüdemann zum besten Abwehrspieler in der Geschichte der DEL macht.

## Erfolge und Auszeichnungen
- 2000 Deutscher Meister mit den München Barons
- 2000 Bester Verteidiger der DEL
- 2006 Teilnahme am DEL All-Star Game

## Karrierestatistik
(Legende zur Spielerstatistik: Sp oder GP = absolvierte Spiele; T oder G = erzielte Tore; V oder A = erzielte Assists; Pkt oder Pts = erzielte Scorerpunkte; SM oder PIM = erhaltene Strafminuten; +/− = Plus/Minus-Bilanz; PP = erzielte Überzahltore; SH = erzielte Unterzahltore; GW = erzielte Siegtore; 1 Play-downs/Relegation; Kursiv: Statistik nicht vollständig)